# Episodi di Oz (prima stagione)
La prima stagione della  serie televisiva Oz, composta da otto episodi, è stata trasmessa sul canale statunitense HBO dal 12 luglio al 25 agosto 1997.
In Italia, la stagione è andata in onda in prima visione su TELE+ Bianco dal 10 gennaio al 28 febbraio 2000. È stata trasmessa in chiaro dal 22 settembre al 23 novembre 2005 su Italia 1.
| nº | Titolo originale              | Titolo italiano      | Prima TV USA   | Prima TV Italia  |
| -- | ----------------------------- | -------------------- | -------------- | ---------------- |
| 1  | The Routine                   | Il Paradiso          | 12 luglio 1997 | 10 gennaio 2000  |
| 2  | Visits Conjugal and Otherwise | Vincoli matrimoniali | 14 luglio 1997 | 17 gennaio 2000  |
| 3  | God's Chillin'                | In affari con Dio    | 21 luglio 1997 | 24 gennaio 2000  |
| 4  | Capital P                     | Pena capitale        | 28 luglio 1997 | 31 gennaio 2000  |
| 5  | Straight Life                 | La retta via         | 4 agosto 1997  | 7 febbraio 2000  |
| 6  | To Your Health                | Finché c'è la salute | 11 agosto 1997 | 14 febbraio 2000 |
| 7  | Plan B                        | La metamorfosi       | 18 agosto 1997 | 21 febbraio 2000 |
| 8  | A Game of Checkers            | Rivolta              | 25 agosto 1997 | 28 febbraio 2000 |

## Il Paradiso
- Titolo originale: The Routine
- Diretto da: Darnell Martin
- Scritto da: Tom Fontana

### Trama
Oswald State Penitentiary,  abbreviato in Oz, è il nome di un carcere americano di massima sicurezza dove vengono rinchiusi i più pericolosi criminali e le persone che hanno commesso il più piccolo reato. Il detenuto Augustus Hill ci introduce come narratore la sezione del carcere a cui appartiene, diretto e coordinato da Tim McManus, chiamato Il Paradiso, dove molti detenuti vengono collocati all'interno per cercare di avere un privilegio di nuova convivenza e speranza per il loro avvenire. In questo particolare braccio entra l'avvocato Tobias Beecher, incarcerato per aver investito in stato di ebbrezza una ragazzina di 12 anni. Messo in cella con il terribile energumeno afroamericano Simon Adebisi, viene presto soccorso da un altro detenuto, Vern Schillinger, neonazista che vuole l'indifeso Beecher nelle sue grinfie per trattarlo a suo piacimento: lo marchierà infatti come sua proprietà, tatuandogli una svastica sulle natiche. Tra i nuovi arrivati vi sono il prigioniero politico Kareem Saiid che inizia a praticare la sua religione all'interno della prigione e a tirarsi dietro una serie di detenuti fedeli, e il gangster irlandese Ryan O'Reilly. Quest'ultimo fu vittima sopravvissuta del mafioso italo americano Dino Ortolani, detenuto nel Paradiso sotto la protezione del padrino mafioso Nino Schibetta. O'Reilly non perde occasione per cercare vendetta e si dirige così dalla gang degli afroamericani, capitanata da Jefferson Keene, e si offre per aiutarli con Ortolani che ha da poco pestato a sangue il fratello di Keene mentre tentava di sedurlo nelle docce. Ortolani, punito per il pestaggio, è a fare da aiuto in infermeria quando, durante la notte, soffoca un carcerato malato di AIDS dopo che lo implora di ucciderlo. Per questo viene sedato e messo in isolamento. Con l'aiuto di un guardiano affiliato ad O'Reilly, l'afroamericano Johnny Post entra nella cella di isolamento e, approfittando del sonno causato dall'anestesia, versa della benzina sul corpo di Ortolani per poi dargli fuoco e vendicare così il fratello del suo capo.

## Vincoli matrimoniali
- Titolo originale: Visits Conjugal and Otherwise
- Diretto da: Nick Gomez
- Scritto da: Tom Fontana

### Trama
Incombono le indagini sull'assassinio di Ortolani, bruciato vivo nella cella di isolamento da Johnny Post su ordine di Keene. Il detenuto narratore Augustus Hill ci spiega come è finito in carcere e come ha perso l'uso delle gambe: piccolo spacciatore, venne beccato in un blitz della polizia, che lo inseguì fin sopra ad un tetto dove il giovane sparò ad un agente. Un collega di questo, per vendicarlo, dopo aver bloccato Hill lo scagliò di peso giù dal palazzo, paralizzandolo dalla vita in giù. Beecher vuole poter rivedere la moglie, e Schillinger lo umilia facendoselo chiedere ad alta voce. Ottenuta l'approvazione da sorella Peter Marie, suora che gestisce all'interno del Paradiso molti rapporti tra carcerati ed esterni, l'avvocato si rincontra per una notte con la moglie che per molto tempo non vedrà. Questa gli dirà poi che ha intenzione di chiedere il divorzio. Miguel Alvarez, giovane detenuto portoricano, viene a sapere dalla sua donna che è la nascita del loro bambino è incombente. Padre Mukada pensa che gli faccia bene poter assistere alla nascita del proprio figlio ma il giovane, che ha il nonno ed il padre all'interno di altre sezioni del carcere, non ne vuole sapere. Con l'aiuto del nonno del ragazzo però (dato che il padre non potrebbe convincerlo in quanto muto dopo la mutilazione della lingua) lo si riesce a convincerlo. Keane (che ricorda l'assassinio per cui finì in carcere, ovvero quello di un suo socio e della sua donna durante il giorno delle loro nozze) è deciso a sposarsi con la sua ragazza, che lo attende ancora fuori dal carcere. Chiede l'autorizzazione a McManus, al vescovo del carcere Padre Ray Mukada e a Leo Glyn, il direttore, e questi decidono di approvare la celebrazione a delle condizioni di ristrettezza: i due sposi pronunceranno nello stesso momento il voto matrimoniale, ma in due luoghi diversi e con una persona accanto a loro che rappresenti la propria metà. Keene pronuncia il voto all'interno del carcere davanti al vescovo, con accanto l'amico Adebisi a fargli da "sposa". O'Reilly viene avvicinato da un guardiano che ha capito come è andata la questione di Ortolani: sospetta infatti che lui abbia fatto la spia ed abbia aiutato gli afroamericani nella loro vendetta, e gli consiglia di fare ora lo stesso con gli italiani prima che questi scoprano del suo coinvolgimento nella faccenda. Messo alle strette, il giovane si dirige quindi da Schibetta e gli comunica che ha scoperto l'identità dell'assassino del suo protetto. Johnny Post viene quindi catturato dagli italiani e orribilmente mutilato fino alla morte.

## In affari con Dio
- Titolo originale: God's Chillin'
- Diretto da: Jean De Segonzac
- Scritto da: Tom Fontana

### Trama
O'Reilly si unisce ora alla banda degli italiani. Jefferson Keane è rimasto terribilmente dispiaciuto per la faccenda del suo uomo, e nel carcere i piani alti sono ulteriormente sconvolti. Si ha paura di una nuova vendetta, che ne continuerebbe a generare altre. Glyn convoca Schibetta, Saiid e Keane chiedendo all'italiano e all'afroamericano di ritrovare la pace tra di loro e al musulmano di provare a mediare tra i due. Il figlio di Alvarez nasce, e il giovane vien fatto uscire per poter assistere alla sua nascita. Poco dopo essere tornato ad Oz, ad Alvarez vengono comunicati dei problemi di salute di cui suo figlio è affetto. Credendo di aver gioito troppo presto, il giovane si punisce tagliando il lato della guancia destra. Keane si avvicina a Saiid ed inizia a praticare fede musulmana. Vuole perdonare tutti i suoi amici e compari per quello che hanno fatto, e riferisce ciò alla sua banda e ad O'Reilly, a causa dell'aiuto che gli aveva dato con la storia di Ortolani. O'Reilly ha paura che Keane possa rivelare il suo coinvolgimento nella faccenda, e si dirige così da Schibetta chiedendogli l'autorizzazione per far fuori l'afroamericano. Dopo l'approvazione del boss, il giovane criminale commissiona al messicano Martinez di aspettare Keane nella palestra per poi ucciderlo. Il poliziotto affiliato di O'Reilly preleva Keane dalla sala mensa e lo chiude all'interno della palestra con il messicano pronto a farlo fuori. Martinez attacca e Keane, per difesa, lo uccide. A questo punto Martinez diventa l'ennesimo cadavere nel giro di pochi giorni ad Oz. Il governatore di stato decide così che, come esempio, Keane dovrà essere condannato a morte per iniezione letale

## Pena capitale
- Titolo originale: Capital P
- Diretto da: Darnell Martin
- Scritto da: Tom Fontana

### Trama
Il governatore Devlin ha reintrodotto la pena capitale; Keane è il primo detenuto a essere giustiziato dopo 24 anni. Tobias Beecher cerca redenzione tentando di appellarsi in suo favore, facendo leva sulla legittima difesa di Keane, vittima di un'imboscata, ma Schillinger lo costringe con la forza a rinunciare. O'Reily mostra il suo lato di doppiogiochista, professando lealtà sia coi neri che con i siciliani, ma in realtà agisce in modo losco alle loro spalle per tornaconto personale, rischiando di scatenare una guerra tra le due fazioni. Alvarez viene convinto da padre Mukada e smette di sentirsi in colpa per le sorti del figlio, che nel frattempo non ce l'ha fatta. Sorella Peter Marie si dimette in segno di protesta per la reintroduzione della pena di morte, ma in seguito viene riassunta da Glynn, pur mantenendo la sua disapprovazione.

## La retta via
- Titolo originale: Straight Life

Augustus Hill

- Diretto da: Leslie Libman e Larry Williams
- Scritto da: Tom Fontana

### Trama
McManus cerca un accordo con Schibetta, per porre un freno al traffico abusivo di droga nel Paradiso. Al rifiuto dell'italiano McManus ordina il trasferimento di tutti i suoi membri del clan in un'altra ala, lasciandolo di fatto solo. Questo lo costringe a stringere un patto con i neri, che di par loro vogliono sapere dove passa e viene lavorata la droga, per poi subentrare ai siciliani. Le cose però non vanno come previsto: durante il primo giorno di collaborazione, i guardiani vengono già a sapere che la droga passa per l'ufficio postale. Schibetta è furioso e sospetta ci sia un infiltrato fra i neri, che ben presto individua nel nuovo leader Paul Markstrom, incaricando Adebisi di occuparsene. Markstrom viene trovato il giorno dopo, impiccato nella palestra: il direttore Glynn rivela a McManus che era un poliziotto della narcotici sotto copertura. La guardia Diane Whittlesey ritrova in carcere Scott Ross, sua vecchia fiamma e amico tra gli altri di Schillinger. Ross, conoscendo le difficoltà economiche della donna le propone di lasciar passare un quantitativo giornaliero di sigarette in cambio di denaro. A Kareem Said viene diagnosticata l'ipertensione, ma questi rifiuta ogni trattamento medico per via degli effetti collaterali dei farmaci. Sorella Peter Marie scopre che Beecher fa uso di stupefacenti e lo costringe a prendere parte alle sedute di gruppo. Schillinger lo umilia ulteriormente facendolo truccare da donna.

## Finché c'è la salute
- Titolo originale: To Your Health
- Diretto da: Alan Taylor
- Scritto da: Tom Fontana

### Trama
In seguito all'aggressione di Bob Rebadow da parte di Kenny Wangler lo staff decide di far richiesta per un'unità separata destinata ai detenuti anziani, ma tale richiesta viene respinta. Ricardo Alvarez ha l'Alzheimer e Padre Mukada e Sorella Peter Marie dibattono a lungo col direttore Glynn se sia giusto tenere in prigione un uomo nelle sue condizioni. Schillinger è stufo della compagnia di Beecher e decide di cacciarlo dal suo acquario. O'Reily da a Beecher una forte dose di popper e l'uomo, oramai completamente fuori di sé, aggredisce l'ariano infrangendo una sedia sulla vetrata della cella e ferendolo gravemente a un occhio. Nelle cucine O'Reily e Adebisi complottano un piano per far fuori Schibetta: triturano il vetro in minuscoli frammenti e lo mescolano al cibo di Schibetta. Nel frattempo la stella del basket Jackson Vahue è il nuovo arrivato in Paradiso. Augustus Hill lo vede come il suo idolo e lo vuole come compagno di cella. L'ex giocatore è però disinteressato della sua presenza e lo usa solo per procurarsi facilmente la droga. Said ha un grave malore in cella e Huseni Mershah, nuovo membro dei musulmani che non condivide la sua posizione pacifica a oltranza, decide di non chiedere aiuto e lasciarlo agonizzante.

## La metamorfosi
- Titolo originale: Plan B
- Diretto da: Darnell Martin
- Scritto da: Tom Fontana

### Trama
Said riesce a riprendersi dall'infarto avuto e decide di espellere Marshah dal suo gruppo, ma questi denuncia a McManus e Glynn il pericolo di una possibile rivolta organizzata da Said. Dopo una perquisizione generale Said e i suoi sono tra i pochi a venire trovati puliti, quindi Marshah, tra il disonore e gli insulti di tutta la prigione, viene spedito in un altro braccio, dove, solo e sconsolato, commette suicidio. Donald Groves, fomentato dall'ideologia di Said, si mette in testa di uccidere il direttore Glynn, ma fallisce nel tentativo e uccide uno degli agenti di custodia, venendo di conseguenza condannato a morte. L'uomo sceglie l'insolita pena della fucilazione e chiede a Padre Mukada di annotarsi le sue ultime parole, ma il sacerdote fallirà per via di alcuni disturbi all'altoparlante. Hill trova un altro modello di ispirazione in Eugene Dobbins, un violoncellista, e abbandona Vahue, che vuole continuare a farlo drogare. Schibetta subisce gli effetti dei pasti somministratigli da O'Reily e subisce una gravissima emorragia che lo stronca. Beecher esce dalla buca, ma la sua rabbia interiore e il suo risentimento non hanno fatto che crescere. In palestra si trova di nuovo di fronte a Schillinger e lo attacca con violenza, defecandogli in faccia come ulteriore umiliazione.

## Rivolta
- Titolo originale: A Game of Checkers
- Diretto da: Jean De Segonzac
- Scritto da: Tom Fontana

### Trama
Dopo mesi di continue tensioni una violenta rivolta esplode a Oz. A guidarla sono Said insieme ad O'Reily, Alvarez, Ross e Adebisi. Tutti gli agenti di custodia del braccio vengono presi in ostaggio e i detenuti si barricano nella prigione. Glynn e McManus sono costretti a trattare con i detenuti, barattando cibo in cambio della liberazione di un paio degli agenti gravemente feriti negli scontri. McManus si offre di portare di persona il cibo in prigione, venendo a sua volta preso in ostaggio. La condotta indisciplinata di Adebisi, in astinenza da droga, costringe Said a un duro confronto con lui. Il musulmano gli punta una pistola contro e lo fa ammanettare. Dopo ore di stallo, le luci si spengono: le Forze Speciali, ordinate dal governatore Devlin, fanno irruzione con fucili spianati e lacrimogeni per riprendersi la prigione.